# Bjarni Jónsson (Mathematiker)

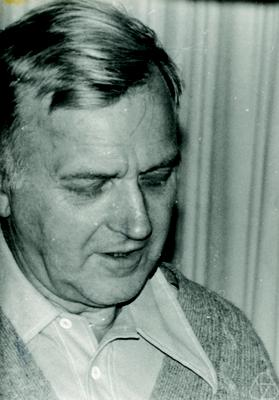
Bjarni Jónsson (1976)

Bjarni Jónsson (* 15. Februar 1920 in Draghals, Island; † 30. September 2016) war ein isländisch-US-amerikanischer Mathematiker, der sich mit Logik, Universeller Algebra und Theorie der Verbände beschäftigte.
Er studierte an der University of California, Berkeley, an der er 1943 seinen Bachelor-Abschluss erwarb und 1946 bei Alfred Tarski promoviert wurde (Direct decomposition of finite algebraic systems). Danach war er ab 1946 Instructor und Assistant Professor an der Brown University. 1956 wurde er Associate Professor und später Professor an der University of Minnesota in Minneapolis. Seit 1966 war er Distinguished Professor an der Vanderbilt University. Seit 1993 war er dort Professor Emeritus.
Verschiedene mathematische Konzepte sind nach ihm benannt, wie Jonsson-Tarski-Dualität, Jonsson-Algebren und ein Typ großer Kardinalzahlen (Jonsson-Kardinalzahlen).
1991 hielt er die Tarski Lectures. 1974 war er Invited Speaker auf dem ICM in Vancouver (Varieties of algebras and their congruence varieties). 2012 wurde Bjarni Jónsson Fellow der American Mathematical Society.
Zu seinen Doktoranden gehört Peter Fillmore.
Er ist US-amerikanischer Staatsbürger. 1986 wurde er Ehrendoktor in Reykjavík, wo er auch 1954/55 Gastprofessor war.

## Schriften
- mit Alfred Tarski: Direct decompositions of finite algebraic systems (= Notre Dame Mathematical Lectures. 5, ISSN 0885-5862). University of Notre Dame, Notre Dame IN 1947.